# Ze’ew Szefer
Ze’ew Szefer (hebr.: זאב שפר, ang.: Ze'ev Shefer, ur. 21 kwietnia 1891 w Humaniu, zm. 10 kwietnia 1964) – izraelski polityk, w latach 1951–1955 poseł do Knesetu z listy Mapai.
W wyborach parlamentarnych w 1951 po raz pierwszy i jedyny dostał się do izraelskiego parlamentu.